# Louisiana Story
Pour plus de détails, voir Fiche technique et Distribution.
Louisiana Story est un film documentaire américain réalisé par Robert Flaherty, sorti en 1948, co-produit par la société pétrolière Standard Oil.

## Synopsis
Uri jeune garçon cadien circule en pirogue dans un bayou de Louisiane, occasion de découvrir la flore et la faune grandioses de ce coin sauvage de la Nouvelle-Orléans. Des explosions retentissent, un puissant tracteur aquatique se fraie un chemin à travers les hautes herbes : ce sont des prospecteurs venus installer un puits de pétrole. Le père du garçon leur signe un contrat autorisant le forage, mais le gamin, méfiant, poursuit sa promenade champêtre avec Jojo, son raton laveur.
La curiosité l'emporte: il va regarder l'installation du derrick et le travail des foreurs. Ceux-ci finissent par gagner son amitié. Un jour, le raton s'enfuit. Inquiet de la présence d'alligators dans les parages, le garçon leur prépare un piège: un saurien est capturé mais parvient à se libérer après une lutte acharnée. Il sera bientôt repris, et le père, tout fier, ira montrer la peau aux ouvriers du derrick.

## Fiche technique
- Titre original : Louisiana Story
- Réalisation : Robert Flaherty, assisté de Serge Roullet
- Scénario : Robert Flaherty et Frances H. Flaherty
- Photographie : Richard Leacock
- Montage : Helen van Dongen, assistée de Ralph Rosenblum
- Musique : Virgil Thomson
- Production : 
  - Producteur : Robert Flaherty
  - Producteur associée : Helen van Dongen et Richard Leacock
- Société(s) de production : Robert Flaherty Productions Inc.
- Société(s) de distribution : Lopert Films (États-Unis)
- Budget : 258 000 $ US[1]
- Pays d’origine : États-Unis
- Langue originale : anglais, français
- Format : noir et blanc – 35 mm – 1,37:1 – mono (Western Electric Recording)
- Genre : drame
- Durée : 78 minutes
- Dates de sortie :
  - États-Unis : 28 septembre 1948 (New York)
  - France : 28 octobre 1948

## Distribution
- Joseph Boudreaux : Le garçon
- Lionel Le Blanc : Son père
- E. Bienvenu : Sa mère
- Frank Hardy : Le foreur

## Autour du film
- Il s'agit d'une commande de la Standard Oil Company du New Jersey destinée à montrer les problèmes de la recherche pétrolière en milieu difficile[2].